# Sawahdadap
Sawahdadap is een bestuurslaag in het regentschap Sumedang van de provincie West-Java, Indonesië. Sawahdadap telt 5312 inwoners (volkstelling 2010).